# Daniel Francoy
Daniel Francoy (Ribeirão Preto, 1979) é um advogado, escritor e poeta brasileiro.
Graduado em Direito e, em 2009, começou a trabalhar no Tribunal de Justiça de São Paulo (TJ/SP) como escrevente técnico judiciário.
Enquanto cursava Direito, na faculdade, Francoy começou a conciliar os seus estudos com as leituras e as escritas dos primeiros poemas. Com o passar dos anos, foi estabelecendo contatos literários no Brasil e em Portugal. Começou a escrever para alguns sites e em 2010, em Portugal, conseguiu lançar o seu primeiro livro.
Ele também é um dos criadores do podcast Erramos.

## Livros publicados em Portugal
- Em Cidade Estranha (Edições Artefacto, 2010)
- Calendário (Edições Artefacto, 2015)

## Livros publicados no Brasil
- Identidade (Editora Urutau, 2016)
- A Invenção dos Subúrbios (Edições Jabuticaba, 2018)
- O Ganges Represado (Urutau, 2019)
- O Velho Que Não Sente Frio e Outras Histórias (Edições Jabuticaba, 2020)
- O Livro do Martim (Edições Jabuticaba, 2022)
- Nos domínios do cerrado (Edições Jabuticaba, 2024)

## Prêmios
Em 2017 conquistou o Prêmio Jabuti na categoria Poesia com o livro Identidade. Em 2019 foi um dos finalistas do Prêmio Jabuti na categoria Crônicas com o livro O velho que não sente frio e outras histórias.